# Ellen Niit

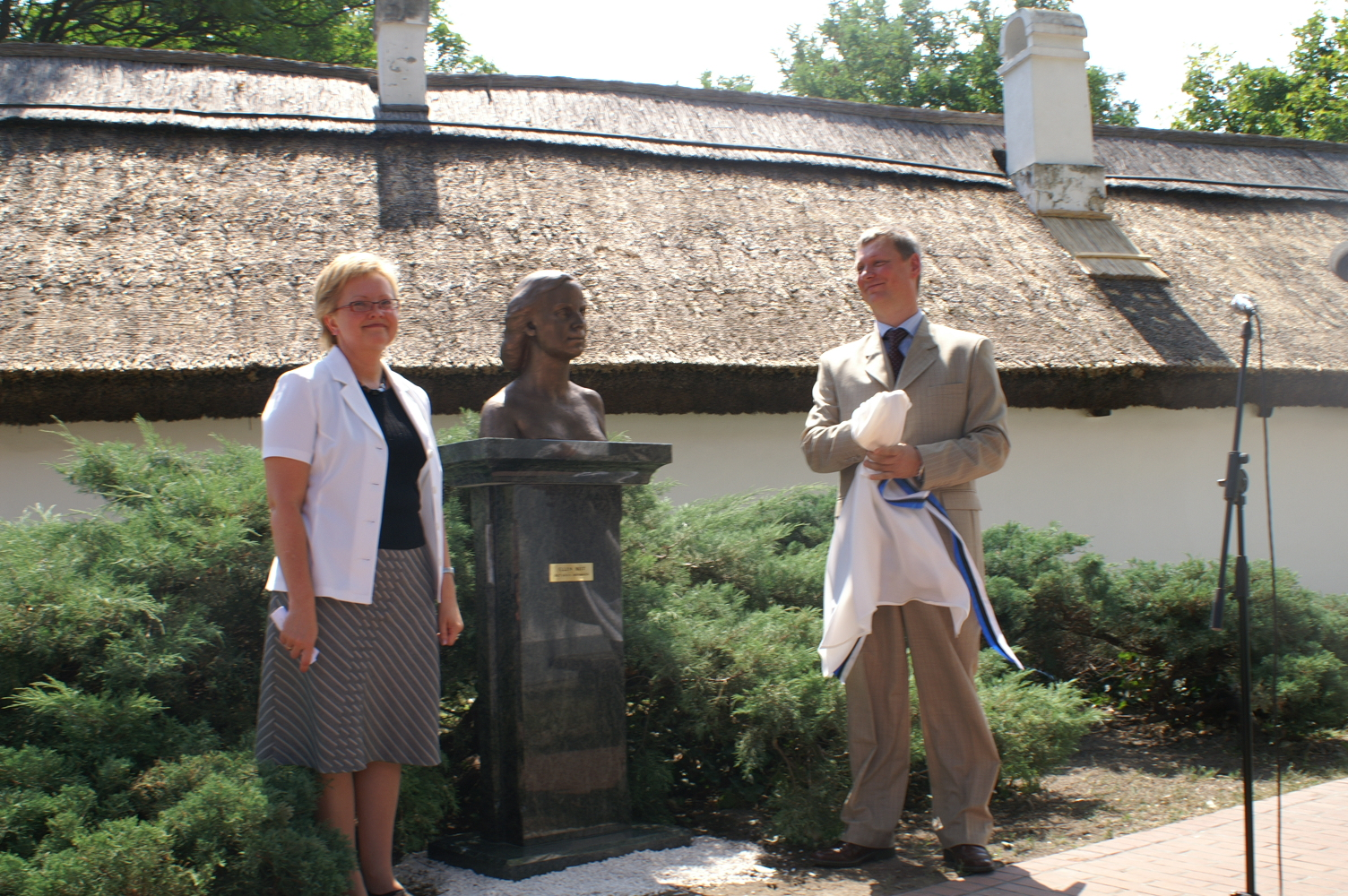
Einweihung einer Büste zu Ehren Ellen Niits im ungarischen Kiskőrös (2009)

Ellen Niit (geborene Ellen Hiob, von 1949 bis 1958 Ellen Niit, ab 1958 amtlich Ellen Kross; * 13. Juli 1928 in Tallinn; † 30. Mai 2016 ebenda) war eine estnische Schriftstellerin und Übersetzerin.

## Leben

### Werdegang
Niit besuchte von 1938 bis 1943 eine Schule in Tapa und anschließend die 4. Gesamtschule in Tallinn. Ihr darauf folgendes Studium an der Staatlichen Universität Tartu schloss sie 1952 auf dem Gebiet der Estnischen Sprache und Literatur ab. Während ihrer Aspirantur befasste sich Niit mit dem Forschungsfeld der estnischen Kinderliteratur.
Von 1956 bis 1961 war sie als Beraterin im Bereich Lyrik für den Schriftstellerverband der Estnischen SSR und von 1961 bis 1963 als außerordentliche Redakteurin beim estnischen Fernsehsender ETV tätig.
Seit 1963 war Ellen Niit freiberufliche Schriftstellerin. Daneben übersetzte sie Werke aus dem Ungarischen (Sándor Petőfi), Russischen (Sergei Alexandrowitsch Jessenin, Kornei Tschukowski) und anderen Sprachen.

### Familie
Von 1949 bis 1958 war sie mit dem estnischen Literaturwissenschaftler Heldur Niit (1928–2010) verheiratet, anschließend von 1958 bis zu dessen Tod mit dem estnischen Schriftsteller Jaan Kross (1920–2007). Sie bekam vier Kinder: Toomas Niit (* 1953), Maarja Undusk (* 1959), Eerik-Niiles Kross (* 1967) und Märten Kross (* 1970).

## Werke
Zu den Werken Ellen Niits gehören neben kleineren Projekten sieben Lyrikbände, drei Bände ausgewählter Gedichte sowie neun Versbände und sechs in Prosa verfasste Kinderbücher. Größte Bekanntheit erlangte hierbei das Kinderbuch Pille-Riini lood, welches auch als Stoff für ein Lied der Punkband Vennaskond diente.
Lyrikbände:
- Maa on täis leidmist (1960)
- Linnuvoolija (1970)
- Karud saavad aru (1972)
- Oma olemine, turteltulemine (1979)
- Krõlliraamat (1979)
- Tere, tere lambatall! (1993)
- Veel ja veel Krõlliga maal ja veel (2002)

Bände ausgewählter Gedichte:
- Midrimaa (1974)
- Suur suislepapuu (1983)
- Ühel viivul vikervalgel (1999)

Versbände:
- Kuidas leiti nääripuu (1954)
- Rongisõit (1957)
- Karud saavad aru (1967)
- Lahtiste uste päev (1970)
- Suur maalritöö (1971)
- Kuidas Krõll tahtis põrandat pesta (1993)
- Krõlli värviraamat (1994)
- Krõll ja igasugused hääled (1994)
- Krõlli pannkoogitegu (1999)

Prosa:
- Pille-Riini lood (1963) – in deutscher Übersetzung unter dem Titel Das ist Pille-Riin
- Jutt jänesepojast, kes ei tahtnud magama jääda (1967) – in deutscher Übersetzung unter dem Titel Vom Häschen, das nicht einschlafen wollte
- Triinu ja Taavi jutud (1970) – in deutscher Übersetzung unter dem Titel Neue und alte Geschichten um Triinu und Taavi
- Triinu ja Taavi uued ja vanad lood (1977)
- Jänesepojaõhtu koos isaga (1982)
- Onu Ööbiku ööpäev (1998)

## Werke auf Deutsch

### Kinderbücher
- Das ist Pille Riin. Übersetzung aus dem Estnischen von Ellen Niit. Bearbeitet von Gerhard Holtz-Baumert. Illustrationen von Gertrud Zucker. Berlin: Der Kinderbuchverlag [1971]. 125 S.

Dieses Buch ist tatsächlich von Salme Raatma-Rosenstein übersetzt worden, die als exilestnische Autorin jedoch in der DDR nicht genannt werden durfte. Daher ist irreführenderweise die Autorin selbst als Übersetzerin angegeben.
- Vom Häschen, das nicht einschlafen wollte. Aus dem Estnischen übertragen von Helga Viira. Tallinn: Perioodika 1973. 16 S.

- Neue und alte Geschichten um Triinu und Taavi. Gezeichnet von Edgar Valter. Aus dem Estnischen übertragen von Helga Viira. Tallinn: Perioodika 1973. 49 S.

- Die Geschichte vom Maler. Nachdichtung Andreas Reimann. Illustrationen Regine Röder. Berlin: Der Kinderbuchverlag 1980. 45 S.

### Gedichte in Anthologien und Zeitschriften
Nach einigen Proben in der Zeitschrift Sowjetliteratur wurden in Deutschland erstmals im Sammelband zur Autorentagung mit Jaan Kross einige Gedichtproben veröffentlicht.
Eine erste etwas größere Auswahl brachte die Zeitschrift Akzente in ihrer Nummer 1/1998, S. 58–66: Ich kannte zwei große Steine – Ich denke an das Hühnerei – Zwischenlandung auf dem Flughafen Orly – Abend – Häuser werden Zuhause – Eine uralte Stadt – Alles ist so spröde. Die Übersetzungen stammen von Gisbert Jänicke. Hieraus hat das Gedicht Ich denke an das Hühnerei den Weg in die Spalten der Wochenzeitung Die Zeit gefunden, und zwar in die Ausgabe vom 5. März 1998 (S. 42).
Gisbert Jänicke brachte zweimal eine Auswahl in der Zeitschrift Estonia:
- 2/1998, S. 16–27: Das Familienbuch – Die Zeit vergeht – Aus schwarzroter Märchenwahrheit – Die Lichtung – Langsam schreitet der Wald – Mein Sohn wird Psychologe – Ein Vogel in der Hand.

- 2007, S. 145–165: Das Lied vom erwachenden Wort – Das Lied von der glatten Straße – Das Lied vom frischen Wind – Das Lied von den Kühnen – Das Lied von der zu bauenden Straße – Das Lied von der großen Entdeckung – Das Lied von Gut.

Weitere Proben fanden sich in den Zeitschriften Baltica und Lichtungen.